# ビルマカリン
ビルマカリン（学名：Pterocarpus macrocarpus、英: Burma padauk）またはオオミカリンは、東南アジアの雨緑林に自生するマメ科インドカリン属の広葉樹である。自生地はミャンマー、ラオス、カンボジア、タイ、ベトナムにあり、インドおよびカリブ海に移入されている。

## 説明
ビルマカリンは高さが10-30m（まれに39mに達するものがある）に成長する中型の木で、幹は直径1.7mまで太くなる。乾季は落葉する。樹皮は薄片状で灰色がかった茶色である。切ると赤いゴム状の樹脂を分泌する。長さ200-350mmの羽状複葉で、小葉は9-11枚つく。花は黄色で、長さ50-90mmの総状花序をなす。果実は直径45–70mmで周囲に丸い翼がついた豆果で、中に種子が2つまたは3つ入っている。
木材としては耐久性があり、シロアリにも耐性がある。このため家具、建設用材木、荷車の車輪や工具の柄、支柱などに重用される。実際にはローズウッドではないが、ローズウッドとして取引されることもある。ビルマカリンの花期は4月で、これはミャンマーの新年にあたるティンジャンの時期にあたることから、ミャンマーでは国家の象徴の一つとされている。

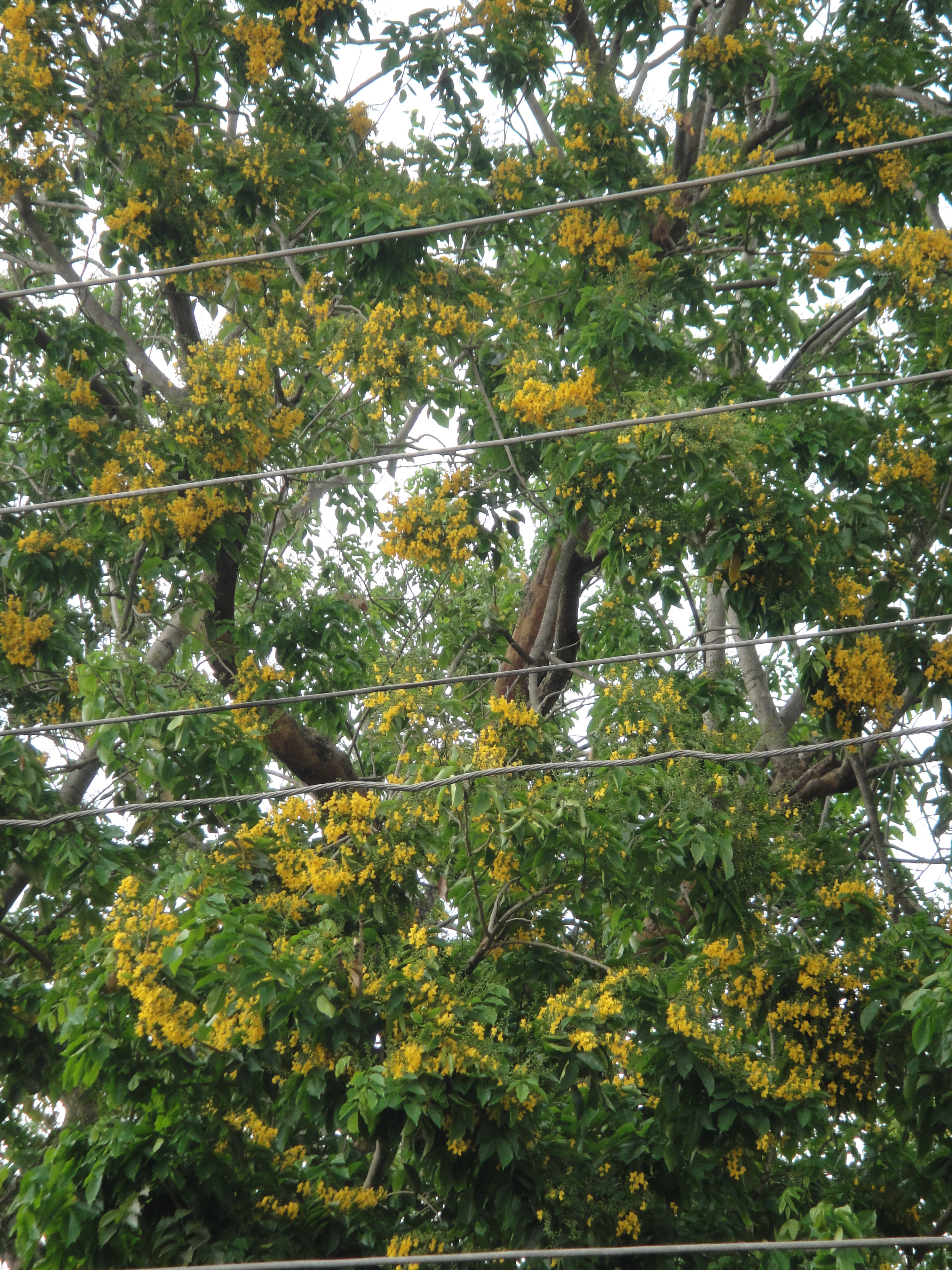
ティンジャンの時期に咲くビルマカリンの花
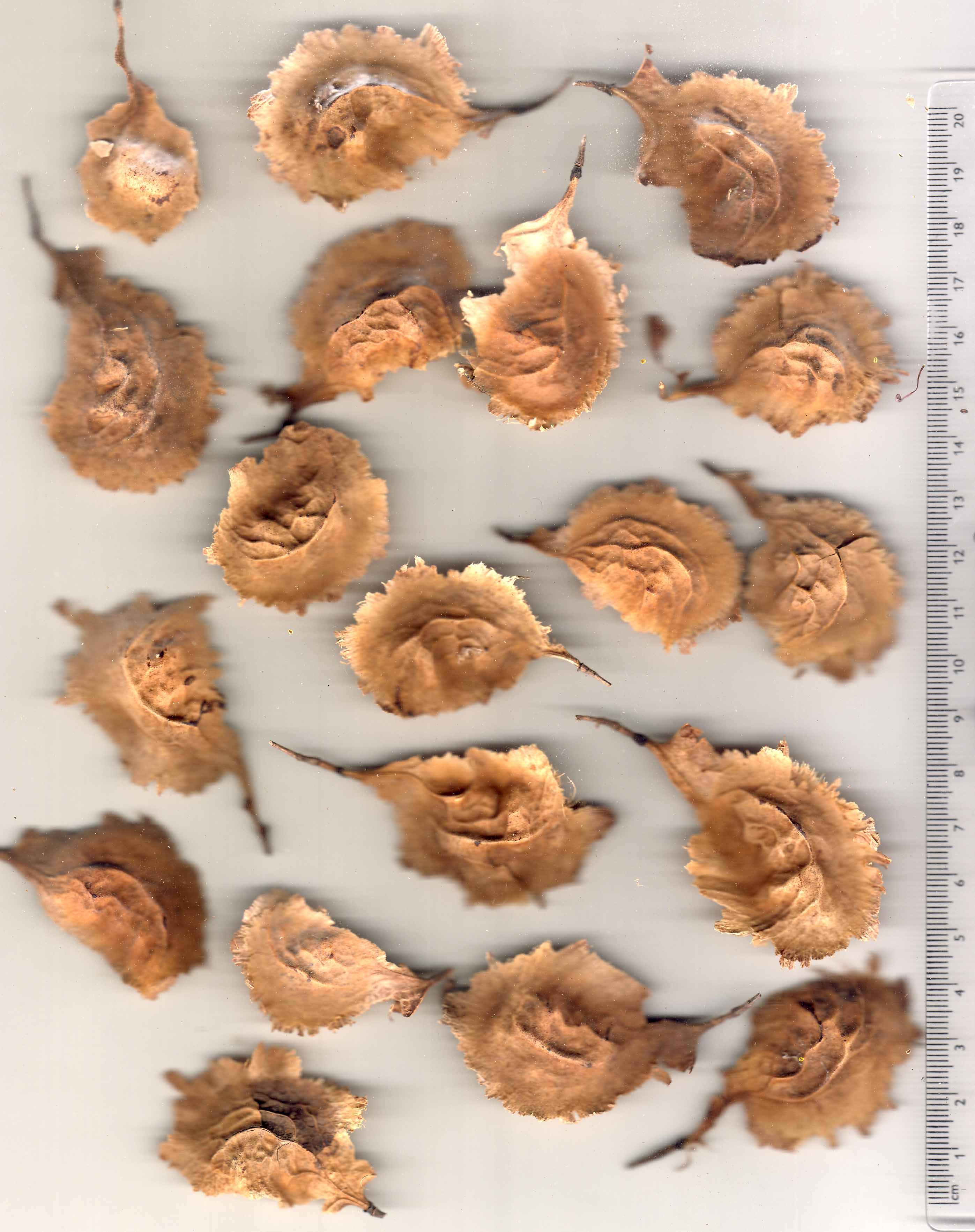
ビルマカリンの果実
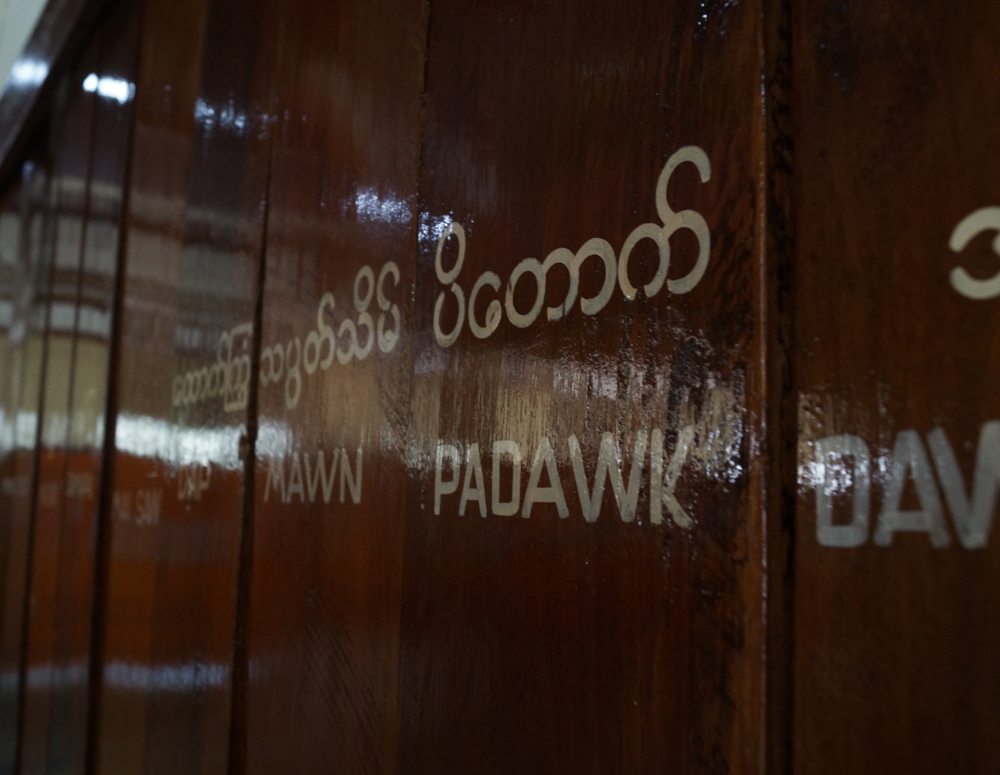
展示されるビルマカリン材